# A-357
La A-357 es una carretera y autovía de la red autonómica andaluza básica que une el municipio de Campillos con la ciudad de Málaga, discurriendo en su totalidad por la provincia de Málaga. Cuenta con una longitud total de 69.07 kilómetros. La vía vertebra toda el Valle del Guadalhorce, mejorando la comunicación entre las distintas poblaciones y conectándolas con la Costa del Sol y el Área Metropolitana de Málaga. Es la única forma de acceder a la capital por carretera para buena parte de los municipios de la comarca como Cártama, Álora o Pizarra. 
La autovía nace en Málaga bajo el nombre de Avenida de Blas Infante, en el entrenudo formado en el enlace 8 de la autovía MA-20 (Ronda Oeste de Málaga) con la Avd. de Andalucía. Desde ahí continúa hacia el noroeste dando salida al norte hacia distintos puntos de Teatinos, como el campus universitario o la ciudad de la Justicia y al sur hacia los diferentes polígonos industriales de la zona. A nivel de Mercamálaga es atravesada por la Autovía del Mediterráneo (A-7). Tras ello atraviesa el río Guadalhorce hasta llegar a Cártama. En las inmediaciones de Cártama acaba el tramo de autovía y continúa como carretera autonómica por Carratraca, Ardales y el embalse del Guadalteba-Guadalhorce. Termina su recorrido en la carretera A-384. 
El primer tramo de la carretera que se desdobló y se convirtió en autovía fue el de Málaga - Parque Tecnológico en 1993, aprovechando el crecimiento urbano producido en el oeste de la capital. En 2004 se amplió hacia Cártama y se prevé que en futuro lo haga también hacia el municipio de Pizarra. 

## Recorrido y Salidas
La A-357 nace en el entrenudo formado en el enlace 8 de la autovía MA-20 (Ronda Oeste de Málaga) con la Avda Blas Infante de la ciudad de Málaga.
Desde ahí se dirige hacia el noroeste, dando salida hacia el norte al Campus Universitario de Teatinos y a continuación a los diferentes polígonos industriales de la zona. A nivel de Mercamálaga es atravesada por la Autovía del Mediterráneo (A-7). Tras ello atraviesa el río Guadalhorce hasta llegar a Cártama. Desde aquí continua pasando por Casapalma, Carratraca, Ardales y el embalse del Guadalteba-Guadalhorce.
Finalmente, la A-357 termina su recorrido en la carretera autonómica A-384 (Arcos-Antequera) (carretera de la Red Básica de Articulación de autonómicas andaluzas).
| Tramo Autovía Málaga - Casapalma | Tramo Autovía Málaga - Casapalma | Tramo Autovía Málaga - Casapalma | Tramo Autovía Málaga - Casapalma | Tramo Autovía Málaga - Casapalma                                                               | Tramo Autovía Málaga - Casapalma                                       | Tramo Autovía Málaga - Casapalma | Tramo Autovía Málaga - Casapalma | Tramo Autovía Málaga - Casapalma | Tramo Autovía Málaga - Casapalma       |
| Esquema                          | Sentido Málaga                   | Sentido Málaga                   | Sentido Málaga                   | Sentido Málaga                                                                                 | Sentido Casapalma                                                      | Sentido Casapalma                | Sentido Casapalma                | Sentido Casapalma                | Notas                                  |
| Esquema                          | Velocidad                        | Elemento Carriles                | Salida                           | Salida                                                                                         | Salida                                                                 | Salida                           | Elemento Carriles                | Velocidad                        | Notas                                  |
| Esquema                          | Velocidad                        | Elemento Carriles                | N.º                              | Direcciones                                                                                    | Direcciones                                                            | N.º                              | Elemento Carriles                | Velocidad                        | Notas                                  |
| -------------------------------- | -------------------------------- | -------------------------------- | -------------------------------- | ---------------------------------------------------------------------------------------------- | ---------------------------------------------------------------------- | -------------------------------- | -------------------------------- | -------------------------------- | -------------------------------------- |
|                                  |                                  |                                  |                                  | A-357 Campillos                                                                                |                                                                        |                                  |                                  |                                  |                                        |
|                                  |                                  |                                  |                                  | Villafranco del Guadalhorce                                                                    |                                                                        |                                  |                                  |                                  |                                        |
|                                  |                                  |                                  |                                  | Área de servicio                                                                               |                                                                        |                                  |                                  |                                  |                                        |
|                                  |                                  |                                  |                                  | A-355 Cártama Coín                                                                             |                                                                        |                                  |                                  |                                  |                                        |
|                                  |                                  |                                  |                                  | A-7057 Cártama Estación de Cártama                                                             |                                                                        |                                  |                                  |                                  |                                        |
|                                  |                                  |                                  |                                  | A-7052 Churriana                                                                               |                                                                        |                                  |                                  |                                  |                                        |
|                                  |                                  |                                  |                                  | A-7056 Parque Tecnológico A-7054 Campanillas - Santa Rosalía - Maqueda                         | A-7056 Parque Tecnológico A-7054 Campanillas - Santa Rosalía - Maqueda |                                  |                                  |                                  | En sentido Málaga En sentido Campillos |
|                                  |                                  |                                  |                                  | A-7058 Campanillas Mercamálaga                                                                 |                                                                        |                                  |                                  |                                  |                                        |
|                                  |                                  |                                  |                                  | E-15 A-7 Almería Algeciras A-45 AP-46 Córdoba - Granada - Sevilla                              |                                                                        |                                  |                                  |                                  |                                        |
| C.T.M. Parque Cementerio         |                                  |                                  |                                  |                                                                                                |                                                                        |                                  |                                  |                                  |                                        |
|                                  |                                  |                                  |                                  | Teatinos Polígono El Viso                                                                      |                                                                        |                                  |                                  |                                  |                                        |
|                                  |                                  |                                  |                                  | Hospital Clínico Universidad                                                                   | Hospital Clínico Universidad                                           |                                  |                                  |                                  | En ambos sentidos En sentido Málaga    |
|                                  |                                  |                                  |                                  | MA-20 E-15 A-7 Almería - Algeciras A-45 Córdoba - Granada - Sevilla MA-23 Aeropuerto de Málaga |                                                                        |                                  |                                  |                                  |                                        |
|                                  |                                  |                                  |                                  | Avenida de Andalucía Fin de la A-357                                                           |                                                                        |                                  |                                  |                                  |                                        |

## Importancia
Esta vía comunica los municipios el Valle del Guadalhorce entre sí y con la capital malagueña, siendo la única forma de alcanzar esta última.
Esta vía conecta con la A-367 en un cruce situado entre Ardales y el embalse del Guadalteba-Guadalhorce, Esta carretera continúa hacia Ronda, y es un recorrido alternativo a la A-366 entre esta ciudad y la capital malagueña. La carretera se encuentra totalmente asfaltada en todo su trayecto. Recientemente en el 2010 se ha reasfaltado el tramo entre Campillos y Ardales. En la actualidad el tramo que se encuentra en peor estado es el que se encuentra entre Ardales y Casapalma (Cártama)

## Conversión en autovía autonómica
Desde hace unos años se está desdoblando la A-357 en autovía (Autovía del Guadalhorce), comenzando desde Málaga, si bien dicha idea se remonta a mediados de los años 80, cuando la Junta de Andalucía anunció su interés por construir una vía rápida hasta Campillos (Málaga) y que enlazase con la autovía autonómica A-92 como alternativa a la A-45.
| Denominación | Tramo                        | Año servicio / Estado (2025)                                                                                   | km  |
| ------------ | ---------------------------- | --- | --- |
| A-357        | Málaga - Parque Tecnológico  | 1993 | 9   |
| A-357        | Parque Tecnológico - Cártama | 2004 | 7   |
| A-357        | Cártama - Casapalma          | 2007 | 6   |
| A-357        | Casapalma - Cerralba         | Obras licitadas (pendiente adjudicación de obras)                                                              | 4,2 |
| A-357        | Cerralba - Zalea             | En nueva redacción de proyecto (pendiente someter a nueva información pública) (pendiente licitación de obras) | 3   |

A partir de Zalea, la A-357 registra una intensidad media diaria (IMD) de 8.458 vehículos, con un 12 % de tráfico pesado, lo que supone una carga significativa para una vía convencional, aunque insuficiente según el criterio de la Junta de Andalucía, que sitúa la barrera para el desdoblamiento en los 10.000 vehículos diarios. Por ello, los estudios de tráfico no contemplan actualmente la necesidad de desdoblarla más allá de este punto. En Zalea confluyen además dos carreteras autonómicas, la A-343 (Antequera–Zalea) y la A-354 (Alozaina–Zalea), que canalizan el tráfico procedente de diversos municipios del Valle del Guadalhorce hacia la capital malagueña a través de la A-357.
Accidentes
El 15 de febrero de 2001 se produjo el atropello kilómetro 50, de dos conocidos ciclistas gemelos Javier Otxoa e Ricardo Otxoa del equipo kelme donde murió Ricardo. Javier estaba entrenando con su hermano Ricardo, otra de las grandes promesas del ciclismo español, en el kilómetro 50, la Carretera A-357 en el término municipal de Cártama en la carretera que une la localidad de Campillos y la capital Málaga cuando ambos ciclistas fueron atropellados. Ricardo murió en el acto y Javier permaneció en coma profundo durante 62 días. Nunca volvería a ser el que fue tras haber perdido a su hermano gemelo unos meses antes. Su recuperación fue lenta, no recordaba el atropello, aunque las secuelas y su parálisis cerebral no le impidieron volver a subirse a una bicicleta.